# Herman Brusselmans
Herman Frans Martha Brusselmans (Hamme, 9 ottobre 1957) è uno scrittore, poeta e sceneggiatore belga in lingua olandese. Tra gli scrittori con più successo nelle fiandre ne è anche tra i più controversi a causa del suo umorismo nero e linguaggio scurrile .

## Biografia
Herman Brusselmans ha studiato filologia germanica all'Università di Gand. 
Brusselmans ha ottenuto una grande popolarità negli anni '80 come parte della nuova generazione di giovani scrittori fiamminghi che includono Tom Lanoye e Kristien Hemmerechts.
Anche se Herman Brusselmans una volta dichiarò sulla rivista fiamminga HUMO che avrebbe smesso di scrivere su persone e situazioni esistenti, il suo lavoro continuò a essere fortemente autobiografico. Alcol, sesso e noia sono temi ricorrenti in tutte la sue opere.
Non solo le sue opere letterarie gli hanno contribuito alla fama, ma anche le sue apparizioni mediatiche: ha avuto il suo programma televisivo e appare ancora regolarmente nei talk show. 
Ha anche una rubrica settimanale su HUMO. Le sue dichiarazioni e osservazioni audaci e dirette sono diventate il suo marchio di fabbrica nel corso degli anni e non mancano mai di attirare attenzione, cosa che gli è costata diverse cause legali, la più memorabile delle quali è stata quando Ann Demeulemeester, una stilista belga, presentò una denuncia legale per un commento denigratorio su di lei nel libro Uitgeverij Guggenheimer. Questo portò a un ritiro temporaneo del libro in Belgio.
Nel 2007 il suo libro Ex Drummer fu adattato in un film omonimo.

### Vita privata
Brusselmans ha sposato Gloria Van Iddergem nel 1981, ma ha divorziato da lei dieci anni dopo. Ha sposato la sua seconda moglie, Tania De Metsenaere, nel 2005. La loro relazione è finita nel 2010. Nel marzo 2016 ha incontrato la sua attuale fidanzata, con cui vive ora nella sua casa a Gand. Sebbene sia noto che il suo nome di battesimo sia Lena, il suo cognome non è stato rivelato fino ad oggi. La loro relazione ha suscitato molta attenzione mediatica nelle Fiandre a causa della differenza di età di quasi 34 anni.